# Historia de la ciencia y la tecnología en México

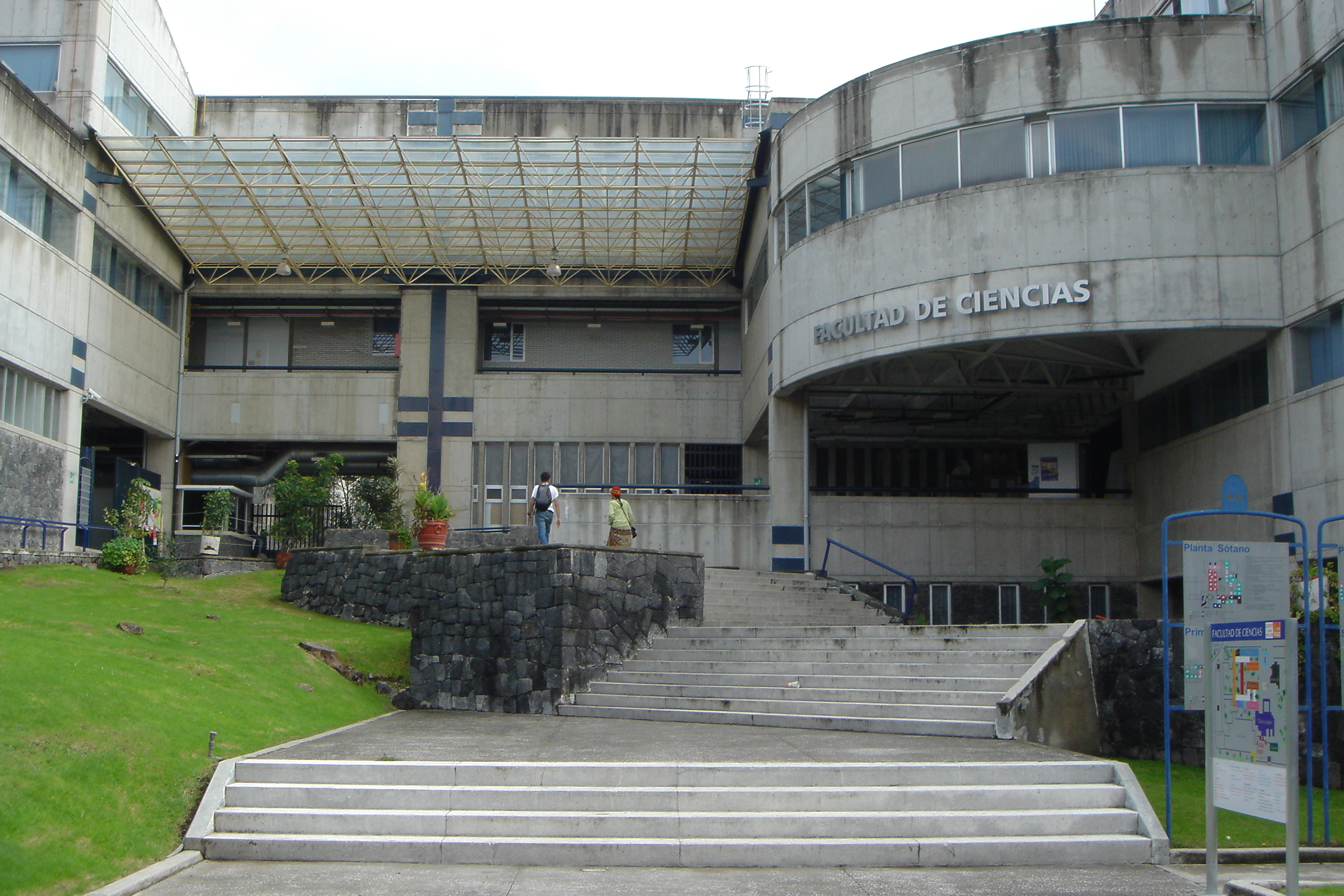
Facultad de Ciencias

 La historia de la ciencia y la tecnología en México incluye también, entre otros antecedentes, algunos correspondientes a la época prehispánica y desde el periodo de la Nueva España hasta la actualidad. La Real y Pontificia Universidad de México, fundada en 1551, fue una red de desarrollo intelectual y religioso en ese país durante un siglo. Durante la Ilustración, México avanzó rápidamente en la ciencia, pero durante la guerra de independencia casi no hubo desarrollo científico. A finales del siglo XIX, comenzó el proceso de industrialización, el cual representó grandes avances en ciencia y tecnología en el siglo XX. Durante ese periodo, se fundaron nuevos institutos de investigación y universidades, como la Universidad Nacional Autónoma de México, el Instituto Politécnico Nacional, El Colegio de México y El Colegio Nacional.[cita requerida]

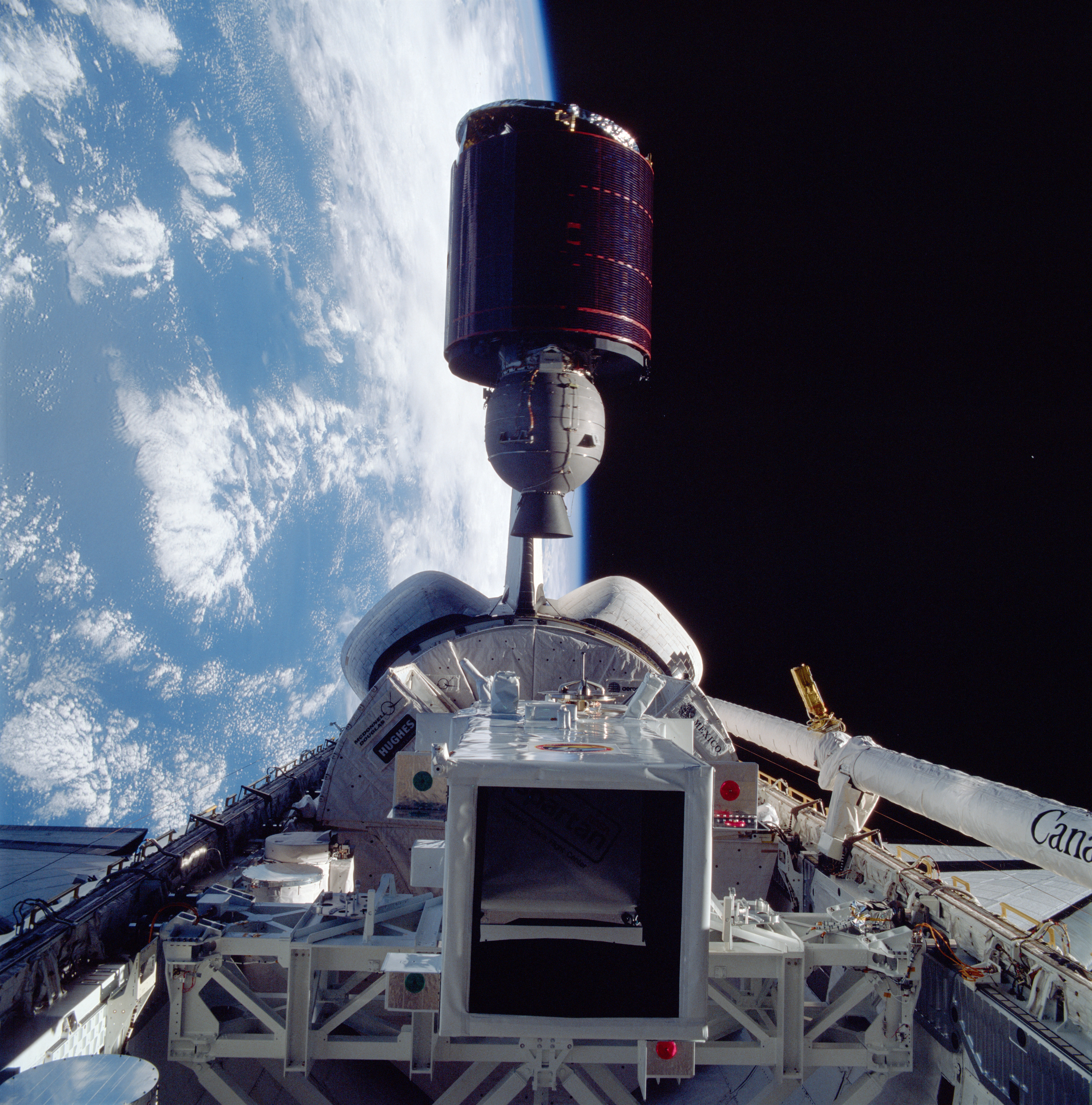
Morelos I, primer satélite artificial mexicano lanzado y puesto en órbita en 1985. Actualmente es basura espacial.

En la era prehispánica la comunidad más desarrollada fue la maya, que contaba con un sistema numérico, escritura y calendario. Desarrollos similares lograron los pueblos olmecas, aztecas y zapotecas. La medicina de esta época se basaba en la herbolaria y las infusiones.[cita requerida]
Con la conquista española, inició la etapa del Virreinato de la Nueva España, que introdujo la cultura científica de este país europeo. En 1551, abrió sus puertas la Real y Pontificia Universidad de México, donde se impartían cursos de física y de matemáticas desde una perspectiva aristotélica. El filósofo agustiniano Alonso Gutiérrez escribió una Physica speculatio, el primer texto científico del continente americano, en 1557.[cita requerida]
En cuanto a la Ilustración mexicana, la ciencia puede dividirse en cuatro periodos: el periodo inicial (1735 a 1767), el periodo criollo (de 1768 a 1788), el periodo oficial o español (de 1789 a 1803) y el periodo de síntesis (de 1804 hasta el inicio del movimiento independentista en 1810).3 Entre los científicos más célebres del periodo de la Ilustración mexicana, puede anotarse a José Antonio de Alzate y Ramírez y a Andrés Manuel del Río.[cita requerida]
La guerra de independencia paralizó el desarrollo científico. A finales del siglo XIX, comenzó el proceso de industrialización. Con la influencia de los positivistas y de los pensadores científicos, el gobierno mexicano comenzó a ofrecer educación pública.[cita requerida]
Durante el siglo XX, México tuvo avances significativos en ciencia y tecnología. Se fundaron nuevas universidades e institutos de investigación, como la Universidad Nacional Autónoma de México (1910), el Instituto Politécnico Nacional (1936), el El Colegio de México (1940), el Centro de Investigación y de Estudios Avanzados (1960) y el Centro Internacional de Mejoramiento de Maíz y Trigo (1962). Con la creación del Consejo Nacional de Ciencia y Tecnología, en 1970, se formalizó la estructura del sistema científico, dotándolo de un ente encargado de planificar su desarrollo.[cita requerida]

## Era prehispánica

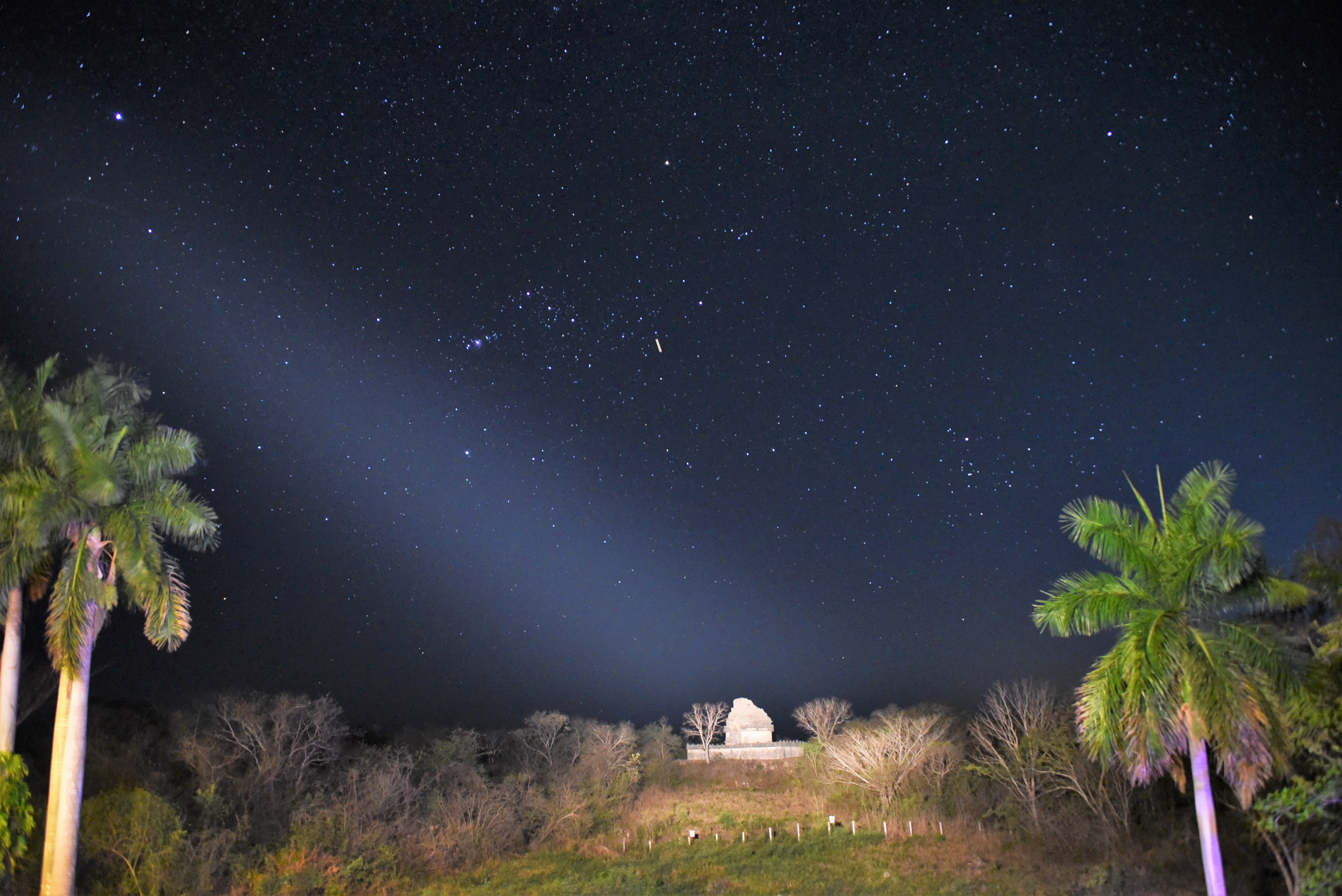
El Caracol, observatorio astronómico de la civilización maya ubicado en el sitio arqueológico de Chichén Itzá, en el actual estado de Yucatán.

Una de las culturas más desarrolladas de Mesoamérica en cuestión de ciencia fueron los mayas. Las lenguas mayas, al igual que otras lenguas de Mesoamérica, tienen un sistema vigesimal para contar. Los mayas fueron los primeros en desarrollar una notación vigesimal compacta que, además, usaba un signo especial para el numeral cero. Los mayas también crearon un sistema de escritura, utilizado principalmente para la documentación y con fines religiosos. Crearon un calendario basado en sus creencias.[cita requerida]
Los olmecas tuvieron gran influencia en el desarrollo de la escritura maya y el sistema de notación vigesimal para la numeración, ya que se integraba el principio aditivo y el valor posicional. Esta cultura también desarrolló un calendario, la escritura y la epigrafía. Se caracteriza sobre todo por la creación de las cabezas olmecas, hechas de basalto y alfarería.[cita requerida]
Los calendarios establecidos por los aztecas lograron una precisión mayor incluso que la del calendario gregoriano de 1582. El calendario civil azteca, llamado xihuitl y basado en el calendario maya, tenía 360 días, mientras que su calendario religioso, el tonalpohualli o 'cuenta de los días', tenía 260 días. El siglo azteca se componía de 52 años y la última reforma fue llevada a cabo por Moctezuma Ilhuicamina. Para los mayas, en cambio, su calendario civil, el Haab tenía 365 días y el Tzolkin, su calendario religioso, tenía 260. La astronomía maya fue una de las más avanzadas de su tiempo y logró estudiar las características de Venus.[cita requerida]
Los zapotecas tuvieron desarrollos científicos y tecnológicos, como un sistema de escritura que era en parte ideográfico y en parte fonético. Igualmente, se reconoce su gran construcción de Monte Albán.[cita requerida]
La medicina mesoamericana se basaba en la herbolaria y las infusiones aunque, al igual que en la Europa medieval, se pensaba que los padecimientos eran obra de entes sobrenaturales.[cita requerida]

## Nueva España
Después de que se fundó el Virreinato de la Nueva España, España llevó la cultura científica que predominó en ese país a la Nueva España. El gobierno municipal (cabildo) de la Ciudad de México (hoy Ciudad de México) solicitó formalmente a la Corona española, en 1539, la creación de una universidad. La Real y Pontificia Universidad de México abrió sus puertas en 1551. La administraba el clero, y fue la universidad oficial del imperio. Ofreció educación de calidad a la población, y fue una red de desarrollo intelectual y religioso en la región. Se impartían en ella cursos de física y de matemáticas desde una perspectiva aristotélica. El filósofo agustiniano Alonso Gutiérrez escribió una Physica speculatio, el primer texto científico del continente americano, en 1557. Para fines del siglo XVIII, la universidad ya había entrenado a 1162 doctores, 29882 ya habían egresado de la licenciatura y muchos estudiosos del derecho ya habían obtenido su diploma.

## Ilustración mexicana
Durante la Ilustración mexicana, la ciencia puede dividirse en cuatro periodos: el periodo inicial (1735 a 1767), el periodo criollo (de 1768 a 1788), el periodo oficial o español (de 1789 a 1803) y el periodo de síntesis (de 1804 hasta el inicio del movimiento independentista en 1810).

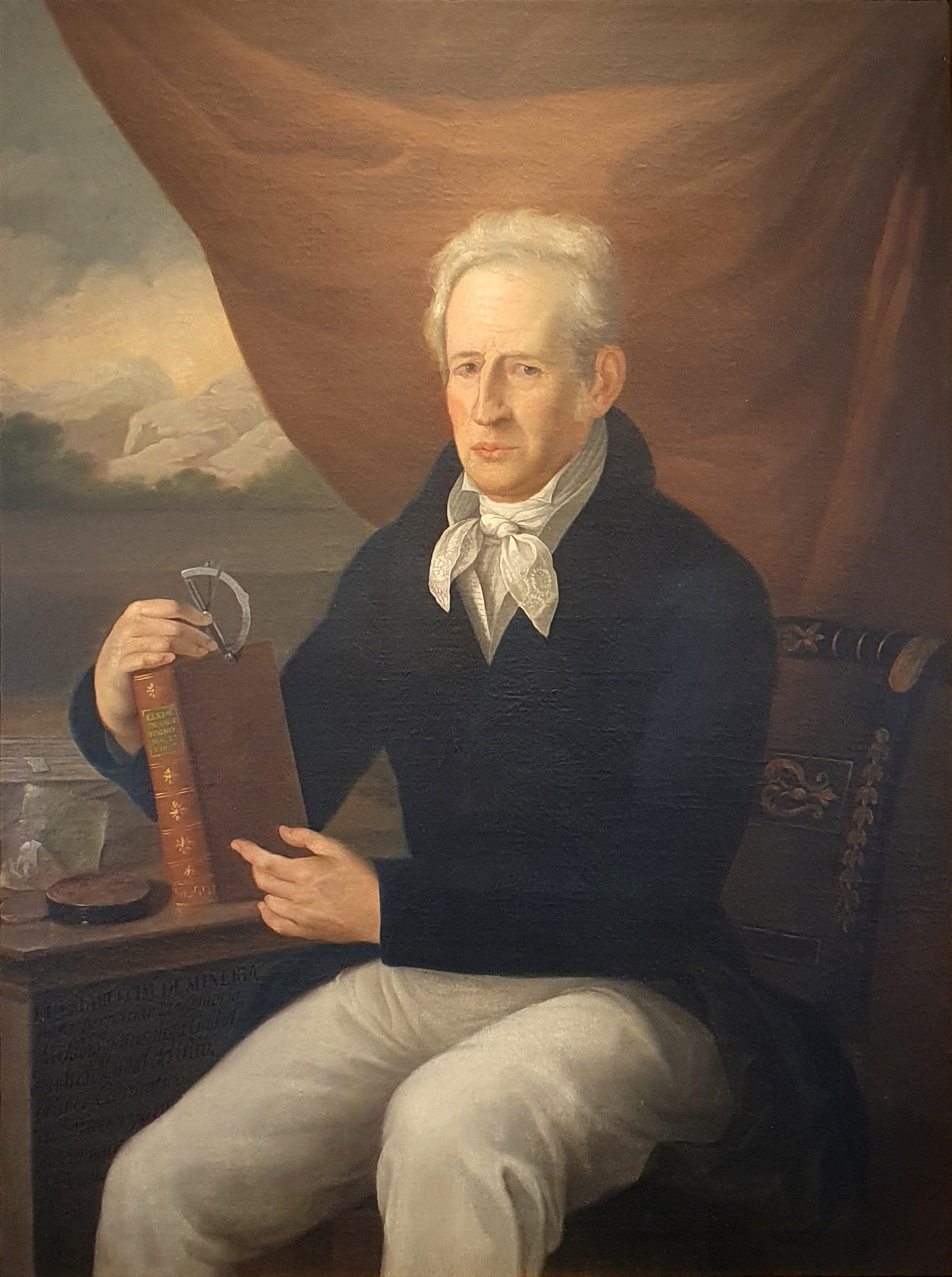
Andrés Manuel del Río fue el primero en aislar el vanadio.

Durante los siglos XVI y XVII, la ciencia moderna se desarrolló en Europa, pero quedó muy rezagada en México. Las nuevas ideas científicas desarrolladas en Europa no eran de relevancia en México. En 1767, la expulsión de los jesuitas, que habían introducido las nuevas ideas en México, ayudó a antagonizar a los criollos y también promovió sentimientos nacionalistas entre los naturales. Después de la expulsión de los jesuitas, los criollos autodidactas fueron los primeros científicos en México. Tiempo después, se unieron a ellos los científicos españoles, y llevaron a cabo investigaciones, actividades de docencia, elaboraron publicaciones y tradujeron textos. Las ideas de Francis Bacon y de René Descartes se discutían libremente en los seminarios, lo que provocó que el escolasticismo perdiese adeptos. Durante la Ilustración, México hizo muchos avances en minería, astronomía, ingeniería y otras áreas. En 1792, se fundó el Seminario de Minería. Más adelante, se convertiría en el Colegio de Minería, donde se fundó el primer laboratorio de física moderna en México.
Entre los científicos más célebres del periodo de la Ilustración mexicana, puede anotarse a José Antonio de Alzate y Ramírez y a Andrés Manuel del Río. Este último descubrió el vanadio en 1801.

## Después de la Guerra de Independencia

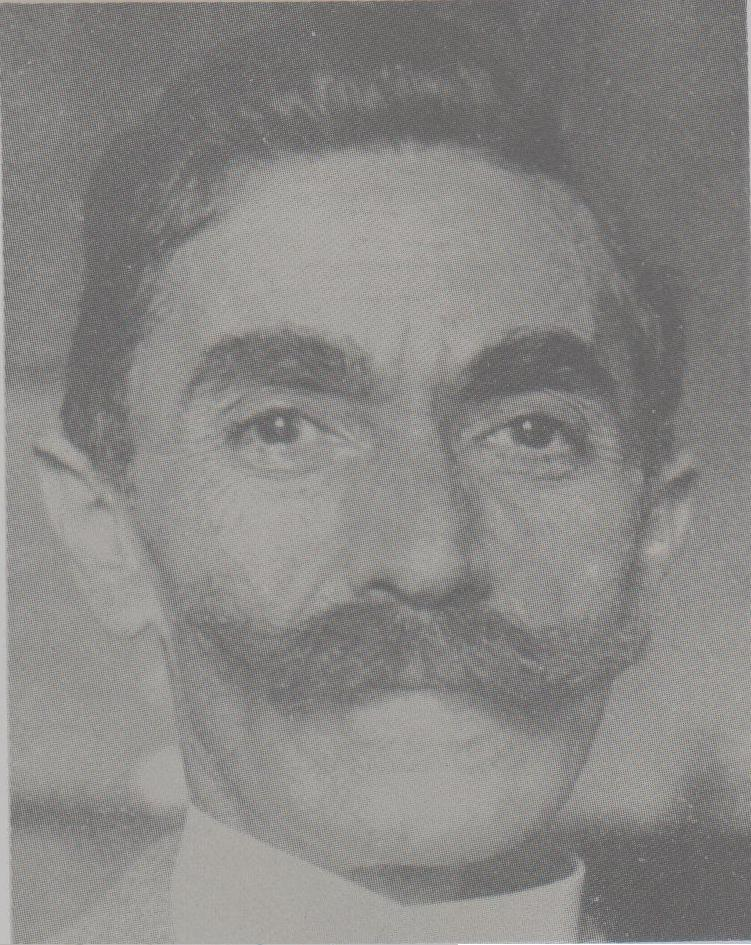
Manuel Mondragón, diseñador del fusil Mondragón.

La guerra de Independencia dio fin a los avances científicos en México. La Real y Pontificia Universidad de México cerró sus puertas en 1833. No hubo, por muchos años, ninguna actividad científica en México. Esta institución se clausuró definitivamente en 1865.
A fines del siglo XIX, comenzó en México el proceso de industrialización. Bajo la influencia de los positivistas y de los pensadores científicos, el gobierno mexicano comenzó a ofrecer educación pública. En 1867 Gabino Barreda, que había sido alumno del filósofo francés Auguste Comte, quedó a cargo de la comisión que reformaría la educación. Materias como la física, la química y las matemáticas se incluyeron en el programa de estudios de las escuelas secundarias. Se fundó la Escuela Nacional Preparatoria. La influencia de los positivistas generó un renacimiento de las actividades científicas en el país.
y Como un ejemplo de desarrollo tecnológico, puede mencionarse que fue en esta época cuando el general Manuel Mondragón inventó el primer fusil automático, el denominado fusil Mondragón.

## SiglosXXyXXI
Durante el siglo XX, México tuvo avances significativos en ciencia y tecnología. Se fundaron nuevas universidades e institutos de investigación.

### Principios delsigloXX
La Universidad Nacional Autónoma de México (UNAM) se fundó oficialmente en 1910. Muchos institutos científicos y nuevas instituciones de educación superior, como el Instituto Politécnico Nacional (IPN) (inaugurado en 1936), se fundaron durante la primera mitad del siglo XX. Entre 1929 y 1973 se crearon doce nuevos institutos dentro de la llamada "máxima casa de estudios".
En marzo de 1939, el entonces presidente Lázaro Cárdenas del Río nombró a Alfonso Reyes Ochoa presidente de la Casa de España (creada a iniciativa de los refugiados españoles en México) y de su patronato. Y el 8 de octubre de 1940, en una acción conjunta del gobierno federal, el Banco de México, la UNAM y el Fondo de Cultura Económica, se fundó El Colegio de México, institución de educación pública de educación superior e investigación en ciencias sociales y humanidades. Posee una de las bibliotecas especializadas en ciencias sociales (incluida una extensa colección de literatura) más importantes de América Latina (más de 665 000 volúmenes).

### Segunda Guerra Mundial y posguerra
El 8 de abril de 1943 el entonces presidente de la República, general Manuel Ávila Camacho, emitió, a iniciativa del secretario de Educación Pública, el licenciado Octavio Véjar Vázquez, un decreto a instancia del cual se inauguraría, el 15 de mayo de ese mismo año, El Colegio Nacional, institución dedicada principalmente a la divulgación que reúne a muchos personajes distinguidos de la ciencia, la educación, el arte y, en general, la cultura de México.
En 1959 se fundó la Academia de la Investigación Científica (posteriormente llamada Academia Mexicana de Ciencias, AMC), una entidad no gubernamental y no lucrativa conformada por un extenso grupo de distinguidos científicos. La AMC ha crecido en número de miembros y en influencia, y es una de las voces más representativas del mundo científico en numerosos ámbitos, sobre todo en el de las políticas científicas. Para 1960, la ciencia ya había sido institucionalizada en México. Era considerada producto legítimo del esfuerzo de los mexicanos.
En 1960, se fundó el Centro de Investigación y de Estudios Avanzados (Cinvestav), perteneciente al Instituto Politécnico Nacional. Fue concebido como un centro de estudios de posgrado en temas tales como la biología, las matemáticas y la física. En 1961, el IPN inauguró sus programas de estudio de posgrado en física y en matemáticas, y también se crearon escuelas de ciencias en los estados de Puebla, San Luis Potosí, Monterrey, Veracruz y Michoacán.
En 1962 nace el Centro Internacional de Mejoramiento de Maíz y Trigo (CIMMYT), con el objetivo de implementar investigaciones en el área de la biotecnología vegetal.24
En diciembre de 1970 se crea el Consejo Nacional de Ciencia y Tecnología (CONACyT), encargado de formular y proponer las políticas científicas al gobierno nacional. El CONACyT se encarga de financiar proyectos de investigación a través de subsidios y de financiar becas para doctorados y posdoctorados.

### Décadas de 1980 y 1990
En los años 1980, la empresa Probiomed, que había iniciado su trayectoria produciendo sulfamidas da un giro hacia la biotecnología. De esta manera producen proteínas recombinantes, eritropoyetina para el tratamiento de la insuficiencia renal crónica y la vacuna de hepatitis B.36
En 1984 se crea el Sistema Nacional de Investigadores (SNI) para reconocer la labor de las personas dedicadas a producir conocimiento científico y tecnológico. EL SNI otorga distinciones y estímulos económicos que certifican la calidad, productividad, trascendencia e impacto del trabajo de los investigadores seleccionados. Las tres categorías en las que brinda premios son: Candidato a Investigador Nacional, Investigador Nacional e Investigador Nacional Emérito.
En 1985, el ingeniero mexicano Rodolfo Neri Vela se convirtió, gracias a la misión del STS-61-B, en el primer ciudadano mexicano en viajar al espacio exterior.
En el área de la biotecnología nace el Instituto Bioclon en 1990, que se convierte en líder mundial en la fabricación, investigación y desarrollo de antivenenos.17
El Consejo Consultivo de Ciencias de la Presidencia de la República es un órgano asesor creado en 1994 por el presidente de México para aspectos relativos a la planeación nacional y a la formulación de política y programas para el desarrollo de la ciencia y la tecnología. Está formado por 97 investigadores o tecnólogos de reconocida trayectoria.
En 1995, el químico mexicano Mario J. Molina compartió el Premio Nobel de Química con Paul J. Crutzen y F. Sherwood Rowland, que le fue otorgado por su trabajo en química atmosférica, en particular en lo relativo a la formación y descomposición del ozono. Molina, egresado de la UNAM, fue el primer mexicano en recibir el Premio Nobel en una disciplina científica.

### SigloXXI
El 22 de noviembre del 2006 se inauguró el Gran Telescopio Milimétrico. Es el telescopio más grande del mundo en su rango de frecuencia, y se construyó para captar las ondas de radio en un rango de entre 0.85 y 4 mm. Localizado en la punta de la Sierra Negra, en el estado de Puebla, se trata de una obra científica binacional: 70 por ciento mexicana y 30 por ciento estadounidense.
El 31 de julio del 2010, entró en vigor la ley por la cual se creó la Agencia Espacial Mexicana, que estableció su domicilio legal en la Ciudad de México.

### Corrupción de la ciencia en México
Muchos científicos han denunciado que la Ley de Ciencia y Tecnología, publicada en el 2002, reformada en ocho ocasiones, ha permitido el desvío (la privatización y liberalización) de los recursos públicos, la mercantilización de luz sujetos y productos del conocimiento, la administración de los fondos a través de 65 fideicomisos. Se han denunciado también millonarias transferencias a fondo perdido que el Conacyt hizo a empresas, corporaciones y universidades privadas. Un gran número de investigadores especializados trabajan al servicio de los intereses económicos de las grandes corporaciones, sin pensar en las implicaciones éticas ni los riesgos para la humanidad o para el planeta.

## Reconocimientos a la ciencia y la tecnología mexicanas

### Otorgados en México
Algunos de los reconocimientos más relevantes que se entregan en México para la actividad científica y tecnológica son los siguientes:
- Premio Nacional de Ciencias y Artes
- Premio México de Ciencia y Tecnología (convocado por el Consejo Consultivo de Ciencias del gobierno de México para reconocer la investigación mexicana y también la de Centroamérica, de Sudamérica, del Caribe, de España y de Portugal)[22]
- Premios de la Academia Mexicana de Ciencias:[23]

- Premios de Investigación de la Academia Mexicana de Ciencias
- Premios Weizmann
- Premios de la Academia a las mejores tesis de doctorado en Ciencias Sociales
- Beca para Mujeres en la Ciencia de L'Oréal-Unesco-Conacyt-AMC
- Beca para Mujeres en las Ciencias Sociales y Humanidades
- Premio Jorge Lomnitz Adler

- Varios estados del país otorgan un Premio Estatal de Ciencia y Tecnología (en algunos casos, sólo de ciencia; en otros, únicamente de tecnología; en otros, también de innovación), a través del consejo estatal correspondiente de ciencia y tecnología (por ejemplo, el Consejo Mexiquense de Ciencia y Tecnología) o del Instituto de Ciencia, Tecnología e Innovación (ICTI)[30]

### Otorgados en el extranjero
Algunos de los reconocimientos que se han otorgado en el extranjero a la ciencia y la tecnología mexicanas son los siguientes:
- Premios Internacionales L'Oréal-UNESCO "For Women in Science"[31]
- Premio Breakthrough, conocido como el Óscar de la ciencia: incluye las categorías Matemáticas, Física Fundamental y Ciencias de la Vida.[32]
- Hasta ahora, únicamente un mexicano ha recibido un Premio Nobel en una categoría científica: Mario J. Molina, en 1995, el Premio Nobel de Química, junto con Paul J. Crutzen y F. Sherwood Rowland, "por su trabajo en la química de la atmósfera, (...) la formación y desintegración del ozono.[33]